# Visa de Censure nºX
Visa de Censure nºX è un film sperimentale "fiammeggiante" del 1967 di Pierre Clémenti, girato in 16mm e sonorizzato nel 1975.
Del cast fanno parte Pierre Clémenti, Jean-Pierre Kalfon, Yves Beneyton, Valérie Lagrange.

## Trama
Sperimentazioni in tutti gli azimut, flusso lirico di immagini psichedeliche, traversate allucinate di terre psicotrope, famiglia di amici che condividono lo stesso viaggio.

## Pierre Clémenti a proposito diVisa de Censure n°X
Incontro tra l'immagine e le pulsioni psichedeliche colorate di quell'epoca lievemente acida...
Desiderio di ritrovare il canto delle origini, immagini che si iscrivono fino a noi come un doppio e che ci fanno segno. A tastoni nella camera nera dalle idee multinazionali, io fremo e balbetto. Cinema dell'interno e dell'esterno, di ciò che è dietro e di ciò che è dentro... Faccia a faccia con lo specchio magico dalle multiple visioni, ritrovo il filo della mia memoria e schiudo in un attimo l'album di famiglia, di nascita e di morte.
Davanti a questo torrente di impressioni multicolore, cartoni animati, rianimati dalla passione e l'amore dell'uomo dalla valigia di cartone, agitavo le mie grandi forbici e tagliavo e ritagliavo come uno scultore ispirato di fronte alla sua prima opera. Cascate di immagini riemerse dal cuore del tempo, l'istante in cui tutto si capovolge, sala di montaggio di un battello ebbro... Nuovi segni si inscrivono sulla carne della pellicola. La giovinezza di questo film (1967) furono le emozioni, gli eventi, le riflessioni, lo scorrere del tempo... Per il montaggio, una selezione di scene per molti anni, come il vecchio vino, frammentata da nuove invenzioni, scoperte, nuovi ritmi restituì a questo film tutta l'innocenza e la gioia di riscoprire intatto il mistero del cinematografo.